# Dyscophellus
Dyscophellus is een geslacht van vlinders van de familie dikkopjes (Hesperiidae), uit de onderfamilie Eudaminae.

## Soorten
- D. diaphorus (Mabille & Boullet, 1912)
- D. erythras (Mabille, 1888)
- D. euribates (Stoll, 1782)
- D. marian Evans, 1952
- D. nicephorus (Hewitson, 1876)
- D. phraxanor (Hewitson, 1876)
- D. porcius (Felder & Felder, 1862)
- D. ramusis (Stoll, 1781)
- D. sebaldus (Stoll, 1781)